# Tournoi britannique de rugby à XV 1893
Navigation
Tournoi 1892 Tournoi 1894
Le tournoi britannique de rugby à XV 1893 se déroulant du 7 janvier au 11 mars 1893 est remporté pour la première fois par le pays de Galles. En gagnant ses trois matches, il obtient ce qui est baptisé la Triple Couronne l'année suivante.

## Classement
| Rang | Nations        | J | V | N | D | PP | PC | Δ   | Pts |
| ---- | -------------- | - | - | - | - | -- | -- | --- | --- |
| 1    | Pays de Galles | 3 | 3 | 0 | 0 | 23 | 11 | +12 | 6   |
| 2    | Écosse         | 3 | 1 | 1 | 1 | 8  | 9  | -1  | 3   |
| 3    | Angleterre (T) | 3 | 1 | 0 | 2 | 15 | 20 | -5  | 2   |
| 4    | Irlande        | 3 | 0 | 1 | 2 | 0  | 6  | -6  | 1   |

- Barème des points de classement (Pts) : 2 points pour une victoire, 1 point en cas de match nul, rien pour une défaite.
- Vainqueur du tournoi, le pays de Galles a la meilleure attaque et la meilleure différence de points.
- Bien que finissant dernière, l'Irlande possède la meilleure défense.

## Résultats
Pour la première fois, il est décidé que les équipes seraient départagées par des points attribués comme suit :
- 2 points pour avoir marqué un essai ;
- 3 points de plus pour la transformation de cet essai ;
- 3 points pour un but de pénalité ;
- 4 points pour un but après marque ;
- 4 points pour un drop goal.

Joués sur cinq samedis, les six matches ont pour résultats :
| 7 janvier 1893 0Arms Park, Cardiff       | Pays de Galles | 12 - 11 | Angleterre     |
| 4 février 1893 0Lansdowne Road, Dublin   | Irlande        | 00 - 4  | Angleterre     |
| 4 février 1893 0Raeburn Place, Édimbourg | Écosse         | 00 - 9  | Pays de Galles |
| 18 février 1893 0Ballynafeigh, Belfast   | Irlande        | 00 - 0  | Écosse         |
| 4 mars 1893 0Headingley, Leeds           | Angleterre     | 00 - 8  | Écosse         |
| 11 mars 1893 0Stradey Park, Llanelli     | Pays de Galles | 02 - 0  | Irlande        |

## Les matches
Rappel :
L'essai vaut 2 points, sa transformation 3 points, tout comme un but de pénalité, enfin 4 points pour le drop goal.

### Pays de Galles - Angleterre
Première victoire à domicile du pays de Galles sur l'Angleterre :
| 7 janvier 1893 Vent fort pour l'Angleterre en 1re mi-temps. | Pays de Galles Capitaine : A Gould                                                          | 12 - 11 (0-7) | Angleterre Capitaine : A Stoddart                                  | Arms Park, Cardiff Terrain glissant 20 000 spectateurs Arbitre : D Morton |
| 7 janvier 1893 Vent fort pour l'Angleterre en 1re mi-temps. | Essai(s) : 3 Biggs, A Gould (2) Transformation(s) : 1/3 W Bancroft Pénalité(s) : W Bancroft |               | Essai(s) : 4 Lohden, Marshall (3) Transformation(s) : 1/4 Stoddart | Arms Park, Cardiff Terrain glissant 20 000 spectateurs Arbitre : D Morton |
| 7 janvier 1893 Vent fort pour l'Angleterre en 1re mi-temps. |                                                                                             |               |                                                                    | Arms Park, Cardiff Terrain glissant 20 000 spectateurs Arbitre : D Morton |

### Irlande - Angleterre
| Samedi 4 février 1893 | Irlande Capitaine : S Lee | 0 - 4 (0-2)                     | Angleterre Capitaine : S Woods | Lansdowne Road, Dublin 7 000 spectateurs Arbitre : A Don-Wauchope |
| Samedi 4 février 1893 |                           | Essai(s) : 2 Bradshaw, E Taylor |                                | Lansdowne Road, Dublin 7 000 spectateurs Arbitre : A Don-Wauchope |
| Samedi 4 février 1893 |                           |                                 |                                | Lansdowne Road, Dublin 7 000 spectateurs Arbitre : A Don-Wauchope |

### Écosse - pays de Galles
| 4 février 1893 | Écosse Capitaine : R MacMillan | 0 - 9                                                          | Pays de Galles Capitaine : A Gould | Murrayfield, Édimbourg Arbitre : W Humphreys |
| 4 février 1893 |                                | Essai(s) : 3 Gould, Biggs, McCutcheon Pénalité(s) : W Bancroft |                                    | Murrayfield, Édimbourg Arbitre : W Humphreys |
| 4 février 1893 |                                |                                                                |                                    | Murrayfield, Édimbourg Arbitre : W Humphreys |

### Irlande - Écosse
| 18 février 1893 | Irlande Capitaine : S Lee | 0 - 0 | Écosse Capitaine : J Boswell | Ballynafeigh, Belfast Arbitre : G Rowland Hill |
| 18 février 1893 |                           |       |                              | Ballynafeigh, Belfast Arbitre : G Rowland Hill |
| 18 février 1893 |                           |       |                              | Ballynafeigh, Belfast Arbitre : G Rowland Hill |

### Angleterre - Écosse
| 4 mars 1893 | Angleterre Capitaine : A Stoddart | 0 - 8 (0-4)                       | Écosse Capitaine : J Boswell | Leeds Arbitre : W Wilkins |
| 4 mars 1893 |                                   | Drop(s) : 2 J Boswell, G Campbell |                              | Leeds Arbitre : W Wilkins |
| 4 mars 1893 |                                   |                                   |                              | Leeds Arbitre : W Wilkins |

### Pays de Galles - Irlande
| 11 mars 1893 | Pays de Galles Capitaine : A Gould | 2 - 0 (2-0) | Irlande Capitaine : S Lee | Stradey Park, Llanelli Arbitre : W Humpheys |
| 11 mars 1893 | Essai(s) : G Gould                 |             |                           | Stradey Park, Llanelli Arbitre : W Humpheys |
| 11 mars 1893 |                                    |             |                           | Stradey Park, Llanelli Arbitre : W Humpheys |